# Cavalli selvaggi (romanzo)
Cavalli selvaggi (titolo orig. All the Pretty Horses) è un romanzo dello scrittore americano Cormac McCarthy, pubblicato nel maggio 1992. Primo romanzo della Trilogia della frontiera, vinse sia il National Book Award e il National Book Critics Circle Award.
Dal romanzo fu tratto nel 2000 il film Passione ribelle, con Matt Damon e Penélope Cruz, diretto da Billy Bob Thornton.

## Trama
John Grady Cole è un cowboy sedicenne cresciuto nel ranch dei nonni nel Texas occidentale. Subito dopo la morte e il funerale del nonno di John Grady, il ragazzo apprende che il destino del ranch è quello di essere venduto. Di fronte alla prospettiva di trasferirsi in città, John Grady invece sceglie di fuggire, convincendo il suo migliore amico, Lacey Rawlins ad accompagnarlo nella sua avventura. La coppia di ragazzi decide di mettersi in viaggio per raggiungere a cavallo il Messico, con la speranza di trovare lavoro come cowboy.
Poco prima di attraversare la frontiera messicana, i due incontrano un ragazzo che dice di chiamarsi Jimmy Blevins. Apparentemente tredicenne, Blevins afferma di essere più grande, ma le sue vere origini e il suo vero nome non vengono mai chiarite. Il cavallo del giovanissimo Blevins è un baio enorme e fin troppo bello per appartenere ad un vagabondo, tuttavia il ragazzo insiste sulla sua proprietà. Tempo dopo aver attraversato la frontiera con il Messico, un improvviso temporale terrorizza oltremodo Blevins, che fugge per mettersi al riparo, perdendo il cavallo, la pistola e quasi tutto il resto dei suoi oggetti personali.
Dopo la tempesta, Blevins convince i due compagni di andare al villaggio più vicino per cercare di ritrovare il suo bellissimo baio, dato che è stato sicuramente preso da qualcuno. Trovato il cavallo, Blevins riesce a recuperarlo, ma, poco fuori dal villaggio, i tre si accorgono di essere inseguiti e fuggono. Blevins, molto più veloce dei due compagni, decide di separarsi da Rawlins e John Grady, aiutandoli così a togliersi dal pericolo di essere catturati come ladri di cavalli.
Rawlins e John Grady continuano il loro viaggio in direzione sud e riescono a trovare lavoro in un grande ranch. John Grady, grazie alla sua eccezionale abilità nel domare i cavalli selvaggi, si guadagna anche la stima del ricco proprietario del ranch, che lo porta in casa e gli assegna migliori mansioni. Intanto John si avvicina sempre più ad Alejandra, la bellissima figlia del proprietario del ranch, con la quale inizia una relazione sentimentale.
Blevins lavora per un breve periodo di tempo, poi decide di ritornare al villaggio dove gli era stato rubato il cavallo, questa volta con l'intento di recuperare la sua pistola Colt. Nel corso della sua azione, Blevins spara e uccide un uomo. Le autorità messicane catturano Blevins e quindi riescono a rintracciare Rawlins e John Grady, considerati complici del giovanissimo assassino e ladro di cavalli. Tempo addietro il proprietario del ranch aveva protetto i due ragazzi dalle indagini, ma, dopo aver scoperto la relazione segreta fra John e la figlia Alejandra, li consegna ai poliziotti messicani.
Le autorità decidono di imprigionare i tre giovani, senza che ci sia stato un regolare processo. Durante una sosta nel trasferimento in camion verso il carcere è presente anche il fratello dell'uomo ucciso da Blevins che ha pagato le guardie per poter uccidere il ragazzo. Ma al momento di vendicarsi l'uomo non riesce a sparare a sangue freddo a Blevins. Il ragazzo viene comunque ucciso dal capitano delle guardie che si giustifica dicendo che ormai l'accordo era stabilito e Blevins andava ucciso.
Detenuti in carcere, Rawlins e John Grady devono subire in silenzio la violenza degli altri prigionieri, che agiscono indisturbati senza intervento da parte delle guardie carcerarie. Per proteggersi dagli attacchi John Grady riesce ad acquistare un coltello, e, grazie alla sua arma, uccide un giovane che voleva assassinarlo durante la pausa in mensa.
Nel frattempo Alejandra scopre che Rawlins e John Grady sono detenuti e convince la zia a liberare i due ragazzi, in cambio della promessa di non rivedere mai più John Grady. A seguito del pagamento di una somma di denaro i ragazzi vengono rilasciati: Rawlins ritorna subito negli Stati Uniti, mentre John Grady cerca di rivedere nuovamente Alejandra. Dopo un breve incontro, Alejandra decide di mantenere la promessa fatta alla famiglia e rifiuta la proposta di matrimonio di John Grady. Grady, deluso dall'addio di Alejandra, recupera il suo cavallo ed i cavalli di Blevins e Rawlins, e prende in ostaggio il capitano della polizia che aveva ucciso Blevins. Vorrebbe vendicare la morte del ragazzo ma non riesce a uccidere a sangue freddo il capitano, durante una sosta comunque sopraggiungono alcuni uomini che in passato hanno subito soprusi e violenze dal capitano di polizia che aiutano Grady stremato e portano via il capitano che sicuramente sarà giustiziato per mano loro.
Infine John Grady attraversa di nuovo il fiume che segna il confine e torna in Texas, va a trovare il suo amico Rawlins al quale riporta il suo cavallo e forse cercherà di trovare il proprietario originario del cavallo di Blevins.

## Accoglienza
Il romanticismo del libro, in contrasto con il nichilismo dei primi lavori di McCarthy, fu molto apprezzato dal pubblico. Fu il primo successo editoriale dell'autore, e vinse il National Book Award di quell'anno.
Lo scrittore Saul Bellow, uno tra i primi entusiasti lettori della narrativa di McCarthy, scrisse che Cavalli selvaggi è «un romanzo in cui, con una forza e una vitalità biblica, si alternano paradiso e inferno».

## Adattamento
Il libro è stato trasposto nel film Passione ribelle (All the Pretty Horses) per la regia di Billy Bob Thornton, uscito nel 2000.

## Edizioni italiane
- Cavalli selvaggi, traduzione di Riccardo Duranti, Napoli, Guida Editori, 1993,  p. 310, ISBN 88-7835-180-6.
- Cavalli selvaggi, traduzione di Igor Legati, Collana Supercoralli, Torino, Einaudi, 1996,  p. 299, ISBN 88-06-13903-7.
- Trilogia della frontiera.  Cavalli selvaggi. Oltre il confine. Città della pianura, Prefazione di Alessandro Baricco, Collana Super ET, Einaudi, 2008-2023,  p. 1038, ISBN 978-88-06-19411-6.